# ادوبی استوری
ادوبی استوری یک برنامه متوقف‌شده از کمپانی ادوبی است که برای فیلم‌نامه‌نویسی، برنامه‌ریزی و زمان‌بندی ساخته شده بود. این برنامه به عنوان یک برنامه مبتنی بر وب، یک برنامه دسکتاپ و یک برنامه تلفن همراه در دسترس بود.